# Sextental
Sextental (italsky Valle di Sesto) je malé alpské údolí, které spojuje údolí Val Pusteria s městečkem Cadore přes průsmyk Monte Croce di Comelico a orograficky odděluje Dolomity (na jihozápadě) od Karnských Alp (na severovýchodě). Nachází se na samém východě, přímo na hranici s Rakouskem. Administrativně patří k obci Sexten.
Údolí, které se u San Candido odděluje od Alta Pusteria jihovýchodním směrem, je dlouhé asi 20 km, končí v průsmyku Kreuzbergpass a je odvodňováno potokem rio Sesto směrem k řece Drávě. Údolí Sextental se táhne ve směru severozápad-jihovýchod a na severovýchodě je lemováno Karnskými Alpami a na jihozápadě Dolomity Sesto. Na jihu zasahuje do přírodního parku Drei Zinnen a je obklopeno několika třítisícovými vrcholy. Dvě jižní boční údolí jsou Innerfeldtal a Fischleintal.
Údolí je přístupné po silnici SS 52.

## Geografie
Údolí je poměrně široké, se sotva zřetelnou hranicí mezi venkovskými sídly a těmi na dně údolí. Dvě tamní vesnice, Sexten a Moos, se rozrostly a táhnou se až k okraji hlavní silnice a tvoří souvislý celek, který zahrnul též i bývalé malé vesničky Ferrara, San Vito a Waldheim.
Za nimi se táhnou zelené louky, statky a stodoly. Na druhé straně říčky Sesto, směrem na jih, ustupují domy modřínovým hájům a pastvinám, které se táhnou až k úpatí Dolomit. Koruny vrcholů v údolí Val Fiscalina a severní úpatí skupiny Tre Scarperi vynikají a vykreslují dlouhé panorama hřebenů, stěn a vrcholků. Obyvatelé údolí dali horám progresivní číselná pojmenování: Neunerkofel (Devět), Zehner (Deset) (známější jako Croda Rossa di Sesto), Elferkofel (Jedenáct), Zwölferkofel (Dvanáct) (známější jako Croda dei Toni) a Einserkofel (Jedna). Tyto vrcholy vytvářejí Sextenské sluneční hodiny, obrovské přírodní hodiny; sledováním polohy slunce na vrcholech Sextenských Dolomit tak lze zjistit denní čas.

## Galerie

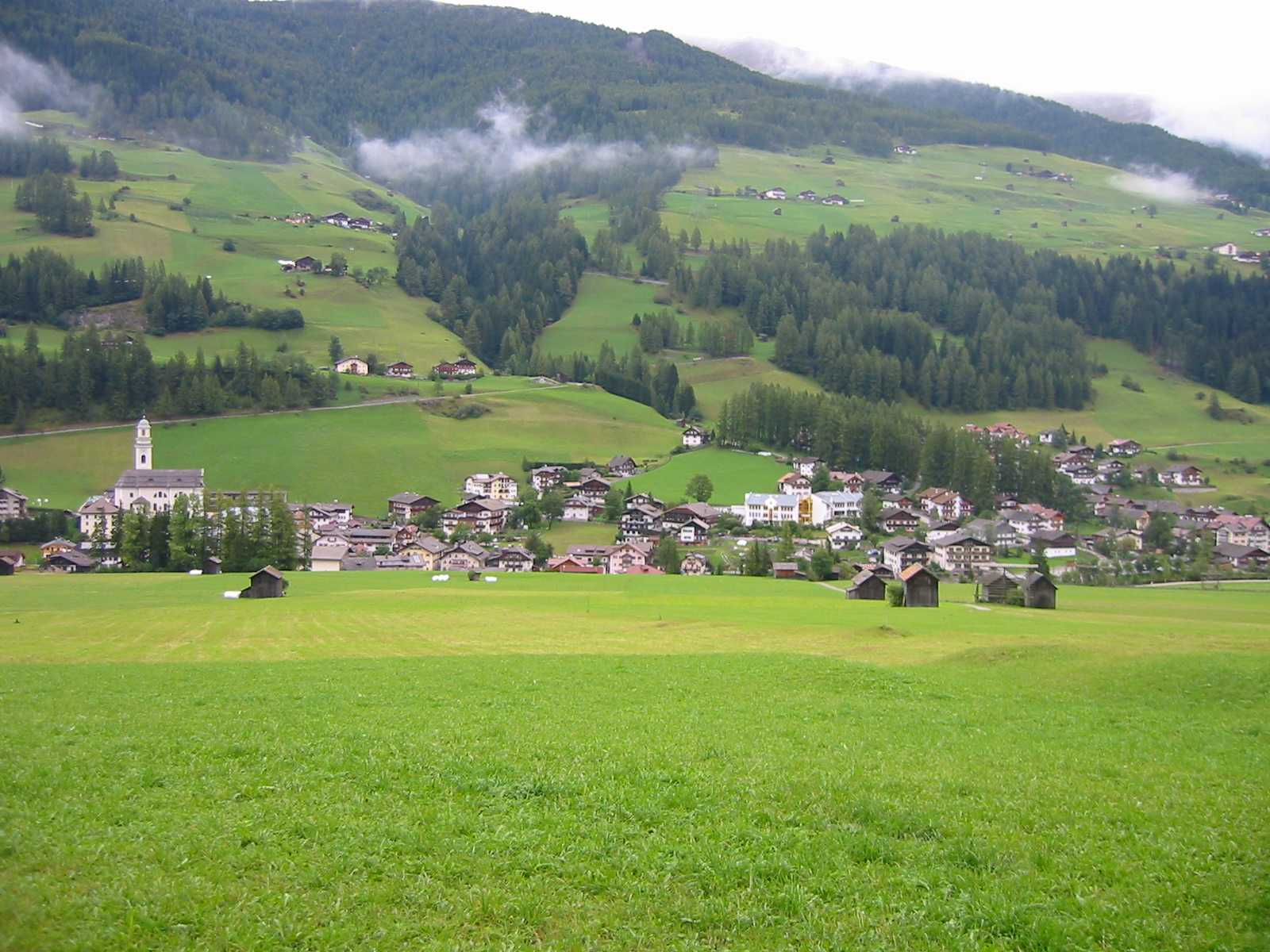
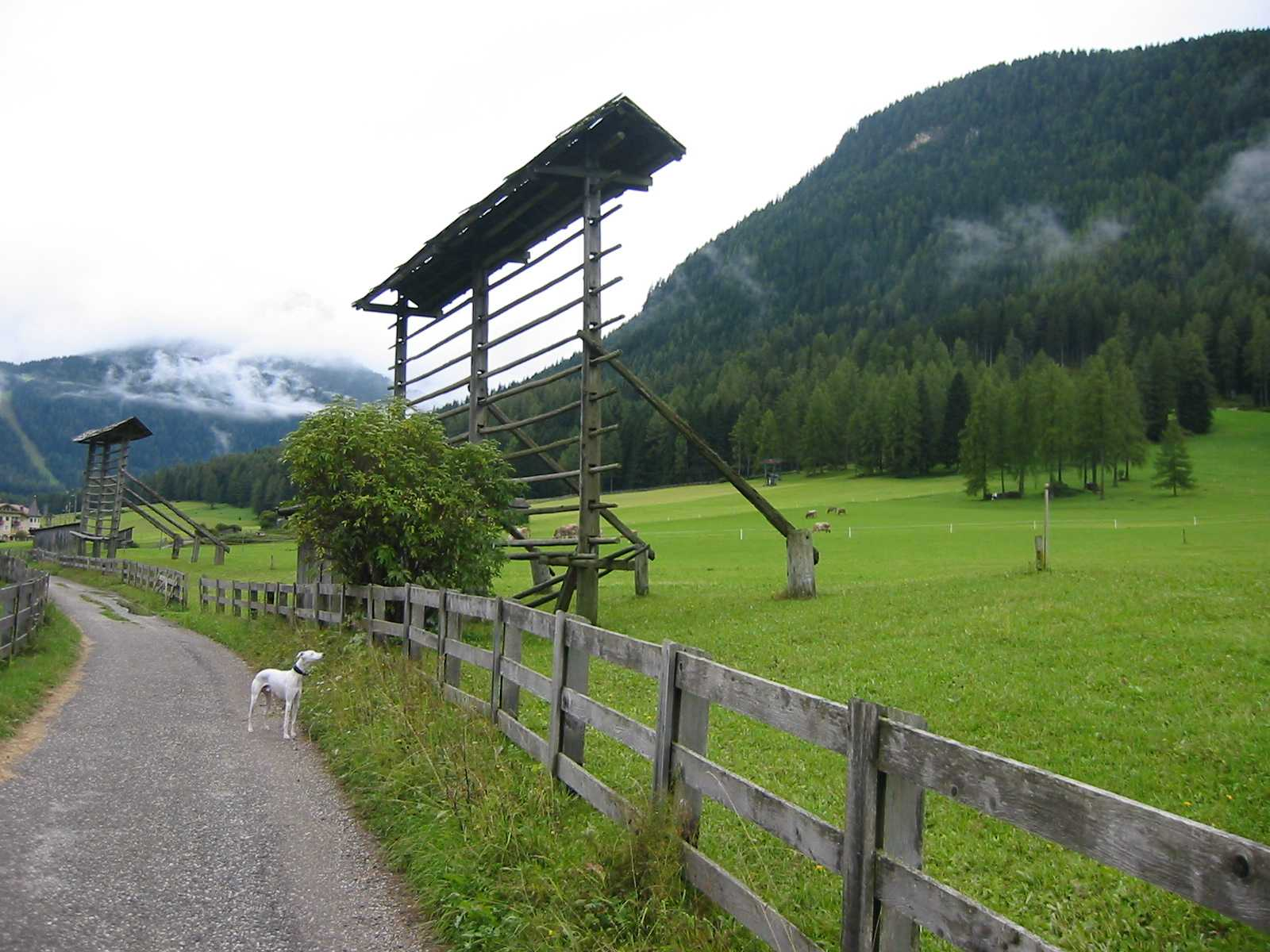
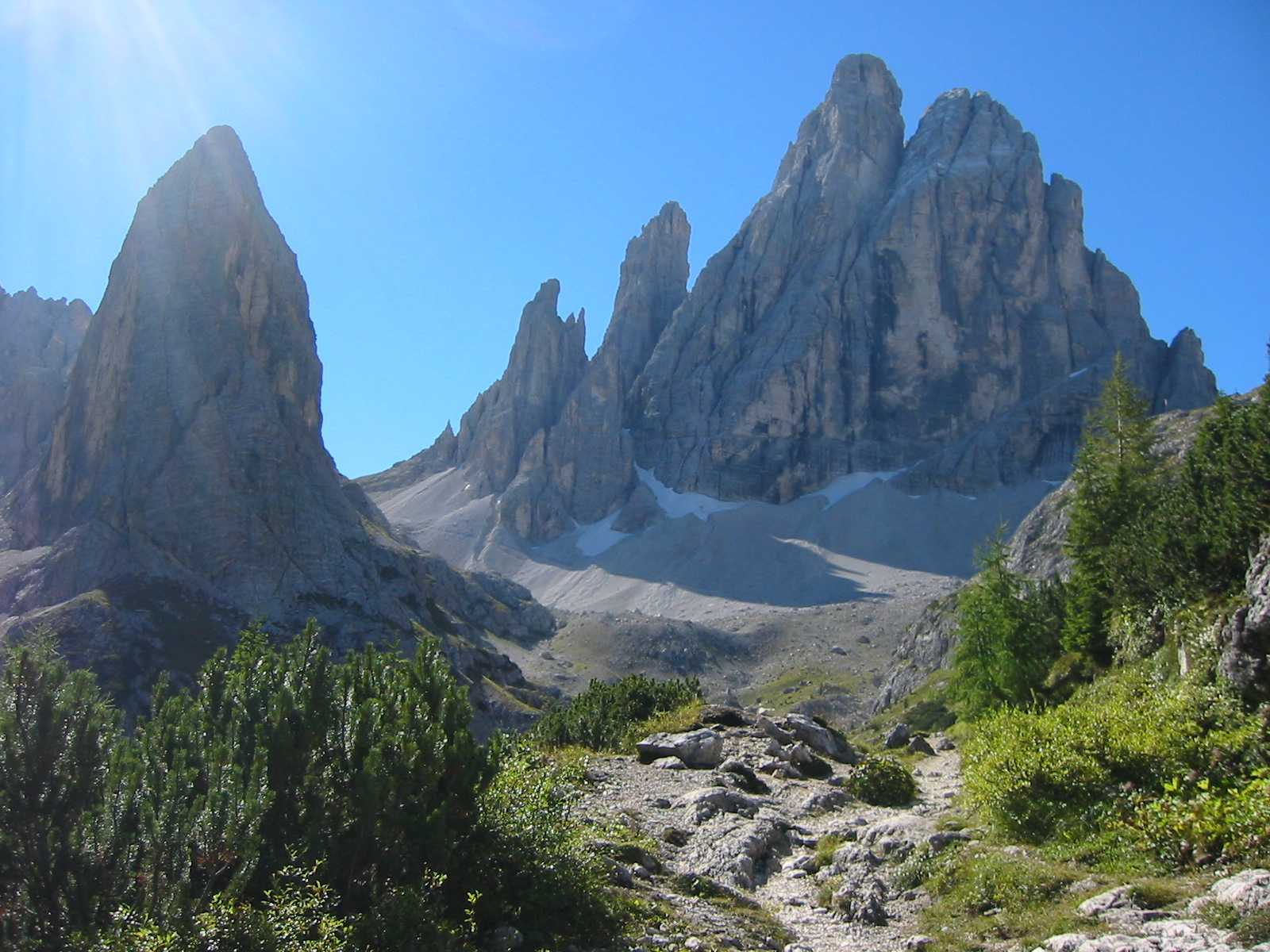
Elferkofel a Zwölferkofel
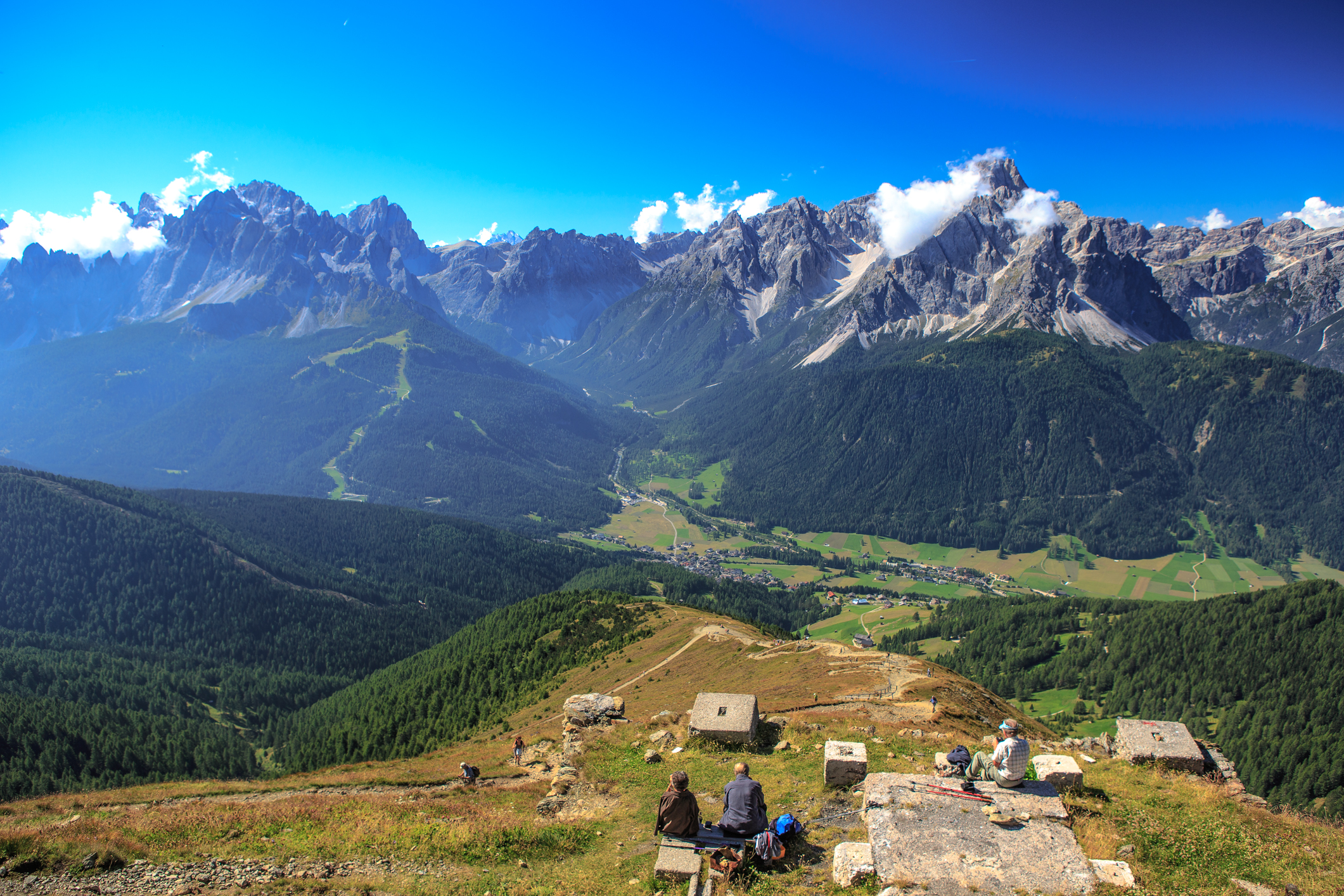
pohled do údolí Sextental z vrcholu Monte Elmo